# Okrug Južna Bačka
| Južnobački okrug | Južnobački okrug |
|                  |                  |
| ---------------- | ---------------- |
| Staat:           | Serbien          |
| Fläche:          | 4.016 km²        |
| Einwohner:       | 607.835 (2011)   |
| Hauptstadt:      | Novi Sad         |
| ISO 3166-2:      | RS-06            |

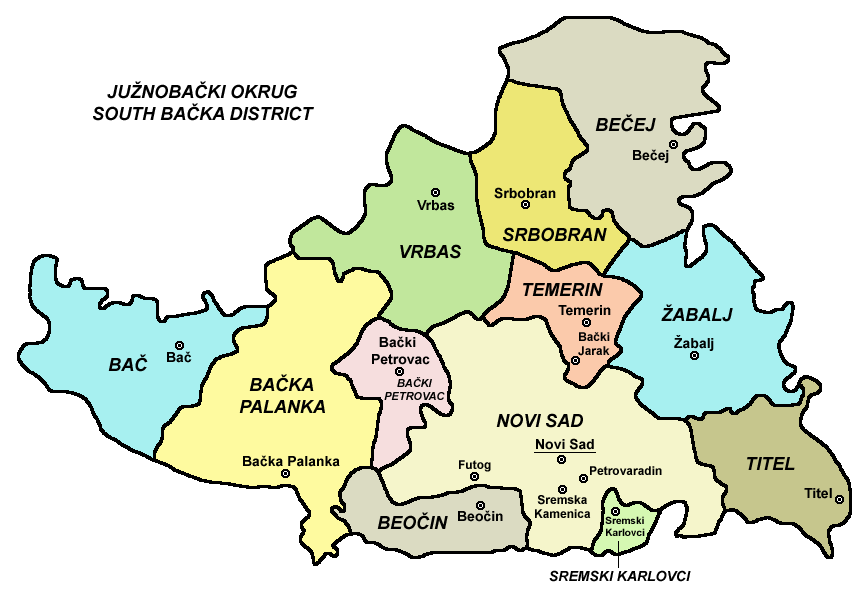
Južna Bačka

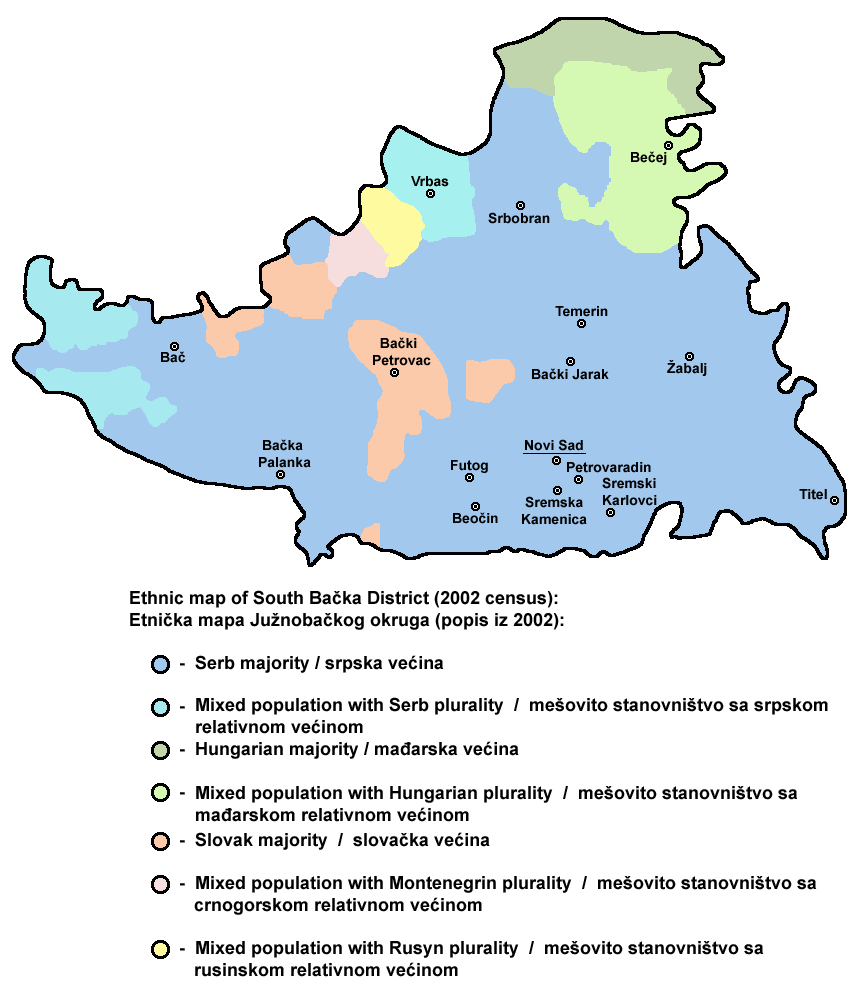

Južna Bačka, (serbisch Јужно-Бачки округ, Južno Bački okrug, ungarisch Dél-bácskai körzet, slowakisch Juhobáčsky okres, rumänisch Districtul Bačka de Sud) oder Südliche Batschka ist ein Verwaltungsbezirk im westlichen Teil der Vojvodina. Sein Hauptverwaltungssitz ist Novi Sad.

## Administrative Gliederung
Er besteht aus folgenden Gemeinden:
- Srbobran (ung. Szenttamás)
- Bač
- Bečej (ung. Óbecse)
- Vrbas
- Bačka Palanka (slowak. Báčska Palanka)
- Bački Petrovac (slowak. Báčsky Petrovec, ung. Bácspetrőc)
- Žabalj
- Novi Sad (slowak. Nový Sad, ung. Újvidék)
- Titel
- Temerin
- Beočin

## Bevölkerung
Dieser Bezirk hat laut Volkszählung 2011 607.835 Einwohner. Die ethnische Zusammensetzung im Bezirk war 2002 wie folgt: Serben (69 %), Magyaren (9,3 %), Slowaken, Kroaten, Montenegriner, Ruthenen und andere.
Sieben der 11 Gemeinden haben eine serbische Mehrheit: Novi Sad (75 %), Titel (85 %), Žabalj (86 %), Beočin (68 %), Srbobran (67 %), Bačka Palanka (78 %) und Temerin (64 %).
Eine Gemeinde hat eine slowakische Mehrheit: Bački Petrovac mit 68 %. Drei sind gemischt: Vrbas mit 48 % und Bač mit 46 % Serben und Bečej mit 49 % Magyaren.

## Wirtschaft
Die wirtschaftlichen Schwerpunkte des Bezirks sind die chemische, Öl-, Maschinen-, Werkzeug-, elektrische, Porzellan-, Textil-, Nahrungs- und Bauindustrie.

## Größte Gemeinden
(Stand: Volkszählung 2011)
| Gemeinde (serb. / lat.) | Gemeinde (serb. / kyrill.) | Einwohner |
| ----------------------- | -------------------------- | --------- |
| Novi Sad                | Нови Сад                   | 221.854   |
| Bačka Palanka           | Бачка Паланка              | 27.924    |
| Vrbas                   | Врбас                      | 23.910    |
| Bečej                   | Бeчej                      | 23.817    |
| Temerin                 | Темерин                    | 19.613    |
| Futog                   | Футог                      | 18.296    |
| Veternik                | Ветерник                   | 16.895    |
| Petrovaradin            | Петроварадин               | 14.298    |
| Srbobran                | Србобран                   | 11.968    |
| Sremska Kamenica        | Сремска Каменица           | 11.967    |
| Kać                     | Каћ                        | 11.612    |